# نوال 2006
ألبوم نوال 2006 هو أحد ألبومات الفنانة نوال الكويتية واحتوى على إثنتا عشر أغنية وقد صدر في عام 2006.

## قائمة الأغاني
1. «في البداية»
2. «إرحم عيوني»
3. «أيام حبك»
4. «على كيفه»
5. «في جفاف العمر»
6. «بيفكروني»
7. «قلي متى»
8. «تفضل»
9. «دخيل الحب»
10. «كسرني الخوف»
11. «إنت طيب؟»
12. «طمن قلبك»